# Mandriza

Mandriza, Dorf in den Rhodopen, Bulgarien

Mandriza (auch Mandritsa, bulgarisch Мандрица „kleine Meierei“, albanisch Mandrica/-ë, griechisch Μανδρίτσα) ist ein Dorf im äußersten Südosten Bulgariens, zugehörig der Gemeinde Iwajlowgrad in der Oblast Chaskowo.

## Geographie
Die Ortschaft liegt 50–99 m ü. NN auf dem rechten Ufer des Byala reka in den Bergen der Rhodopen, 15 km südlich Iwajlowgrad und 2 km östlich des Luda reka (griechisch Ερυθροπόταμος), der hier die Grenze zu Griechenland bildet.

## Geschichte und Bevölkerung
Mandriza ist „das einzige albanische Dorf“ in Bulgarien, gegründet im Jahr 1636 von albanischen Hirten aus Korça und Kolonja zur Zeit der Osmanen. Im Dezember 2006 hatte Mandriza 75 Einwohner, von denen noch wenige ein toskisches Albanisch sprachen.
|                    | eins | zwei | drei | vier  | fünf | sechs   | sieben | acht | neun   | zehn   |
| ------------------ | ---- | ---- | ---- | ----- | ---- | ------- | ------ | ---- | ------ | ------ |
| Standard-Albanisch | një  | dy   | tre  | katër | pesë | gjashtë | shtatë | tetë | nëntë  | dhjetë |
| Mandriza-Toskisch  | ni   | g'u  | tri  | kátrë | pésë | g'áštë  | štátë  | tétë | në'ntë | zjétë  |

## Die heutige Situation
Politisch und wirtschaftlich wurden die dortigen Bewohner jedoch stark vernachlässigt. Die dauerhafte Auswanderung vieler Bulgaren ist auch in Mandriza angekommen, weshalb das Dorf heute nur noch von älteren Menschen bewohnt wird. Die nationale Identität haben die altansässigen Albaner aber nicht verloren und äußerten sich in einer albanischen Dokumentation als sehr patriotisch und nationalbewusst. Albanische Schulen gibt es nicht, weshalb die Existenz der letzten bulgarischen Albaner bedroht ist.